# Bekken van Heerlen

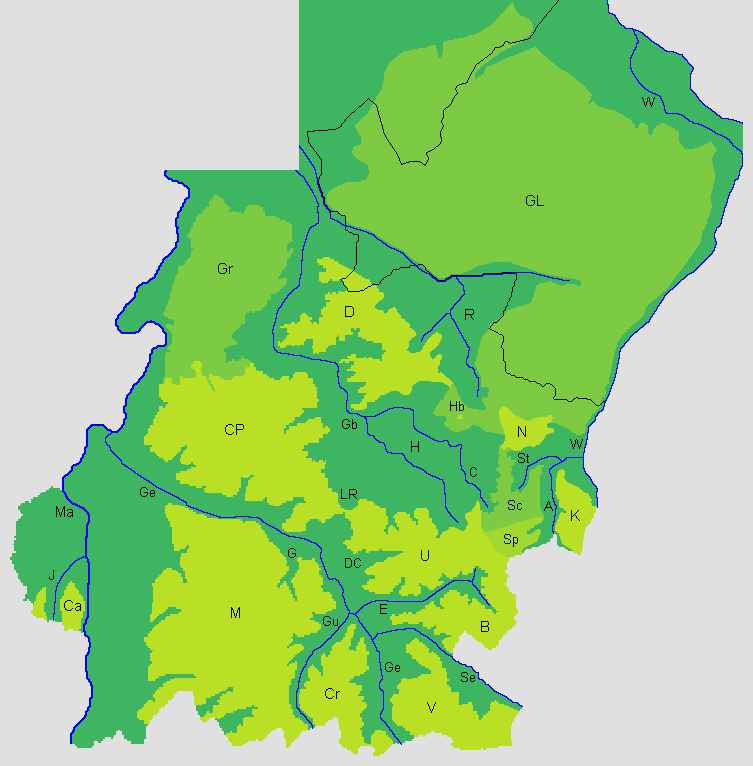
Het Bekken van Heerlen (H) in het dal van de Geleenbeek (Gb) en de Caumerbeek (C)

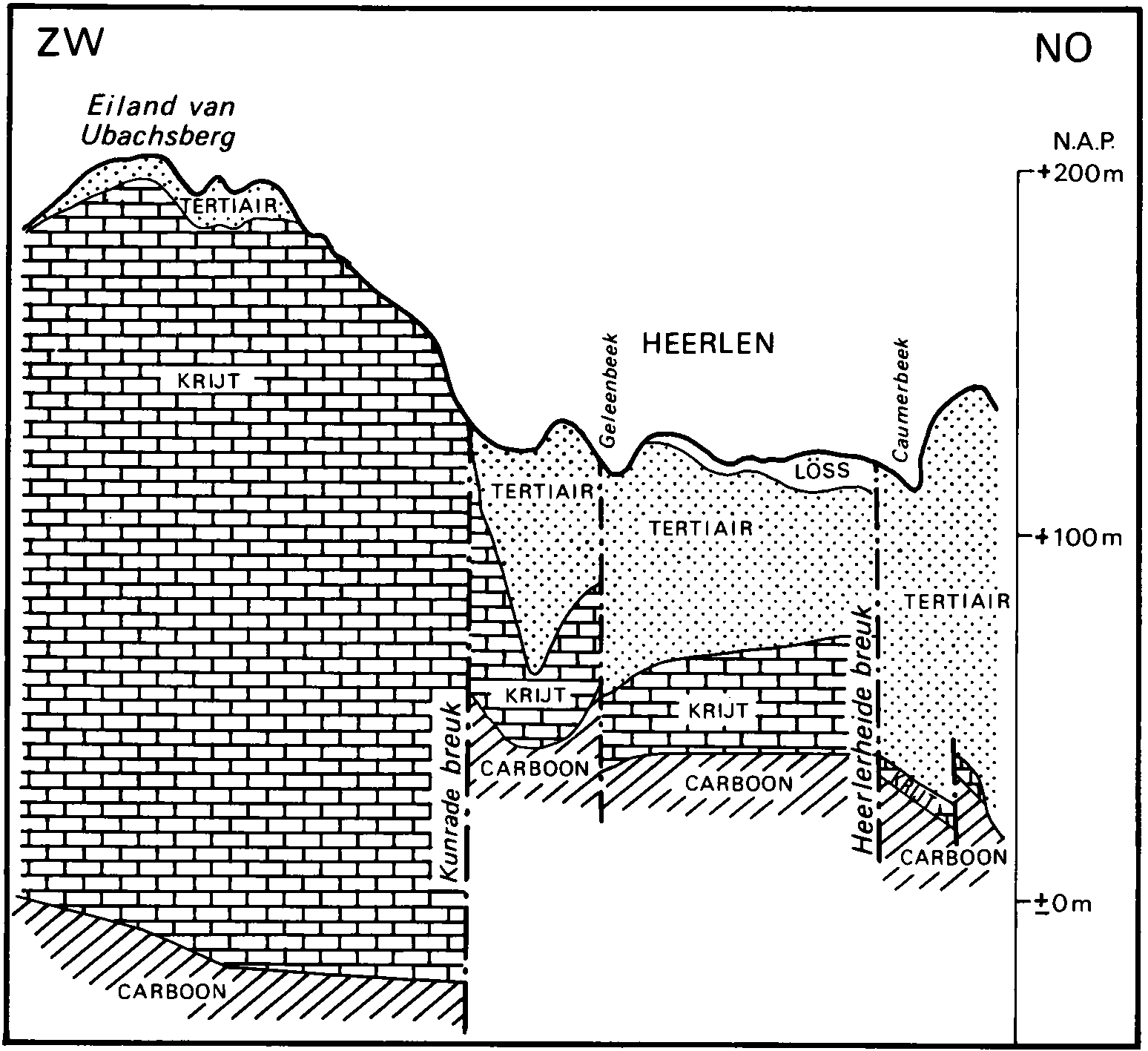
Geologisch profiel over het Eiland van Ubachsberg en het Bekken van Heerlen

Het Bekken van Heerlen of Keteldal is een laagte tussen de verschillende plateaus in Nederlands Zuid-Limburg. Het bekken is ontstaan door erosie van de Geleenbeek. Later heeft zich op die plek löss uit het Laagpakket van Schimmert afgezet. Het gebied heeft een lichte glooiing bepaald door later gevormde flauwe lössglooiingen en beekdalen. Ze strekt zich uit van de zuidelijke helft van Hoensbroek in het noorden, Heerlen in het oosten, Voerendaal in het zuiden en Wijnandsrade in het westen. Naar de plaats Heerlen is het bekken vernoemd.
Aan de noordzijde wordt het bekken begrensd door het Plateau van Doenrade, aan de noordoostzijde door het Plateau van Nieuwenhagen, aan de oostzijde door het Plateau van Schaesberg, aan de zuidoostzijde door het Plateau van Spekholzerheide, aan de zuidzijde door het Plateau van Ubachsberg en aan de westzijde door het Centraal Plateau. Aan de zuidzijde wordt het bekken begrensd door de Kunraderbreuk.
Het bekken vormt de bovenloop van de Geleenbeek met zijn zijrivieren, waaronder de Caumerbeek, Bissebeek met Hulsbergerbeek, Retersbeek en andere beekjes.
In het bekken steekt de Koumenberg boven het bekken uit en is een kunstmatige heuvel die als steenberg ontstaan is door de stort van steenafval uit de kolenmijn Oranje-Nassau III.

## Geologie
Het gebied van het bekken wordt door meerdere breuken doorkruist, waaronder de Benzenraderbreuk en de Heerlerheidebreuk.